# Happy Christmas
Happy Christmas is het achttiende studio-album en het tweede kerst-album van René Froger. Happy Christmas is een re-make van het album Pure Christmas. Bij dit album is alleen één extra nummer toegevoegd als De Frogers.
Het album bevat bekende kerst-hits.
Er staat op het album twee duetten met Kerry Norton & Olga Meulendijk.

## Tracklist
1. Ouverture/Please come home for christmas
2. No other time
3. Driving home for Christmas
4. Greensleeves(Duet Kerry Norton)
5. Have yourself a merry christmas
6. Winter wonderland
7. The christmas shoes(Duet Olga Meulendijk)
8. Silver bells
9. May each day
10. Christmas is for childeren
11. Mary's boy child/Hark! The herald angels sing
12. My grown-up christmas list
13. Mary, did you know?
14. It's christmas time/White christmas
15. Heppie Kerstmis (als De Frogers)